# Tongan Ninja
Pour plus de détails, voir Fiche technique et Distribution.
Tongan Ninja, la fureur des îles (Tongan Ninja) est un film néo-zélandais de Jason Stutter, sorti le 8 novembre 2002 aux États-Unis et en DVD le 18 janvier 2006 en France. C'est une parodie des films de kung-fu, en particulier La fureur du dragon de Bruce Lee.
Le film débute alors qu'à la suite de la mort de son père, dévoré par des piranhas, le jeune Sione Finau est secouru par un maître en arts martiaux, qui fera de lui un super ninja. Devenu adulte, Sione part à la demande de son maître sauver Mademoiselle Lee, dont le restaurant est racketté par M. Big, du soi-disant Syndicat. Sur sa route, il devra affronter - outre de méchants ninjas - des tueurs cruels comme Knife Man (« l'homme aux couteaux ») et Gun Man (« l'homme aux pistolets »), mais surtout son frère ennemi : Action Fighter.

## Synopsis
Le film commence dans un avion piloté par le père de Sione. À l'arrière, le jeune Sione se dispute avec le jeune Marvin, et ce dernier coupe des câbles dans l'avion, provoquant un crash. Les trois réussissent à sauter en parachute sur une île des Tonga, mais en traversant une rivière, le père de Sione a les jambes dévorées par des piranhas et meurt, donnant son bandana à son fils. Alors que Sione veut attaquer Marvin, un maître en arts martiaux apparaît et lui dit qu'il devra s'entraîner avant de combattre. Après le générique, on voit Sione plusieurs années plus tard dans un dojo. Il est devenu Tongan Ninja (« le ninja tongien »). Son maître lui demande de partir pour la Nouvelle-Zélande aider Mlle Lee. En sortant du dojo, Marvin le provoque en duel, mais les deux sont séparés par le maître en arts martiaux qui leur montre son éclat magique, reprochant à Marvin son manque de discipline.
En Nouvelle-Zélande, l'oncle de Mlle Lee est agressé par plusieurs hommes de la mafia (« le soi-disant Syndicat »), qui lui demandent de rembourser une importante dette. Il envoie sa nièce chercher Tongan Ninja au port. Ce dernier est émerveillé du pays dans lequel il débarque, et se fait expliquer la situation par Mlle Lee. Les deux essaient d'obtenir un prêt auprès d'un banquier, puis vont visiter le restaurant familial, où Sione fait la connaissance du cuisinier. Une chorégraphie avec de nombreux danseurs et danseuses se déclenche, puis ils disparaissent aussitôt la chanson terminée. Les autres employés de cuisine, sceptiques, demandent à Tongan Ninja de démontrer ses talents de karaté, mais des clients se présentent. Ils sont rapidement chassés par les hommes du soi-disant syndicat, qui préviennent Mlle Lee : si elle ne cède pas le restaurant, ils vont le mettre à sac. Sione s'interpose et met rapidement hors d'état de nuire les mafieux. De retour chez Mlle Lee, Sione fait un rêve : il est sur un terrain de rugby, acclamé par la foule, avant que Marvin n'arrive et ne le provoque en combat. Sione semble incapable de faire quoi que ce soit, tandis que son adversaire apparaît invulnérable. 
Le lendemain, M. Big, chef du Syndicat, recrute Knife Man (« l'homme au couteau ») pour tuer Tongan Ninja, alors que ce dernier part visiter Wellington avec Mlle Lee. Elle tente de plus en plus de le séduire et les deux personnages développent une attraction l'un pour l'autre. Ils sont interrompus par Knife Man, que Tongan Ninja décapite d'un seul coup de pied. Abandonné par Mlle Lee horrifiée, Sione passe devant une agence de la compagnie aérienne Polynesian Airlines qui lui rappelle avec nostalgie son pays d'enfance. Dans une vision, il revoit son maître d'arts martiaux qui lui révèle que le bandana de son père signifie "esprit combatif". Au restaurant, Mlle Lee reçoit une nouvelle lettre de menace de mort. Elle confie au cuisinier qu'elle ne peut pas vendre l'établissement, qui appartenait à ses parents avant qu'ils ne soient dévorés par Godzilla. Elle retrouve Sione qui fait la cuisine nonchalamment alors que Gun Man (« l'homme aux pistolets ») se met à tirer sur eux. Lorsqu'il réalise qu'il est attaqué, Sione part à la poursuite du tireur sur un parking surélevé. Pour contrer les balles, Tongan Ninja s'empare d'un pied de micro tendu par un preneur de son du film puis réussit à éviter tous les tirs de son adversaire. Les deux hommes en viennent aux mains et Tongan Ninja manque de tomber du haut de l'immeuble. Un mystérieux personnage intervient alors, permettant à Sione de repartir indemne. 
Ayant découvert que Mlle Lee vient d'être enlevée par le soi-disant syndicat pour la forcer à signer l'acte de vente, Tongan Ninja part à l'assaut de leur forteresse. Il parvient à vaincre les gardes, franchir la clôture électrique et pénétrer dans l'enceinte, où il affronte de nombreux ninjas. Il arrive finalement dans la pièce où le chef et ses acolytes retiennent Mlle Lee. Il humilie M. Big et repart avec la jeune femme. qui l'embrasse dans le couloir. Marvin arrive peu après et annonce à M. Big qu'il a tué Gun Man ; il veut tuer Tongan Ninja pour mettre fin au différend qui les oppose depuis tant d'années. M. Big réalise alors que Marvin est son fils.

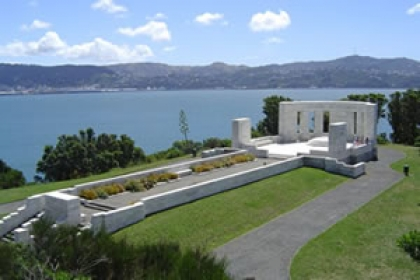
Le Mémorial Massey, lieu de la confrontation finale entre Marvin (Action Fighter) et Sione (Tongan Ninja).

Sione, Mlle Lee et les employés du restaurant vont célébrer leur victoire dans un bar où plusieurs ninjas du syndicat passent également la soirée. Alors qu'ils dansent, Mlle Lee est enlevée par les hommes de main de M. Big, et le cuisinier révèle qu'il appartient en réalité au syndicat. Mlle Lee est emmenée en voiture, mais Tongan Ninja trouve un véhicule vide avec les clés juste devant le bar, ce qui lui permet de partir à la poursuite des ravisseurs. La course-poursuite se termine à pied, et tous les protagonistes se retrouvent au Mémorial Massey (en) pour la confrontation finale entre Tongan Ninja et Marvin, désormais nommé Action fighter. Le combat tourne rapidement en la faveur de Marvin et Sione s'écroule à terre. Ayant une vision de son maître, il se relève et parvient à terrasser Marvin grâce à l'éclat magique. Le syndicat est vaincu et ses membres se séparent, tandis que Sione et Mlle Lee font l'amour dans une voiture en guise d'adieu.

## Fiche technique
- Titre français : Tongan Ninja, la fureur des îles
- Titre original : Tongan Ninja
- Réalisation : Jason Stutter
- Scénario : Jemaine Clement, Jason Stutter
- Sociétés de production : Midnight Film Productions Limited
- Genres : action, humour, comédie, Musique
- Durée : 83 minutes
- Pays d'origine :  Nouvelle-Zélande
- Colorisation : Couleurs
- Son : Dolby Digital XX pro FR Dolby
- Production : DV
- Langue du tournage : Anglais

## Distribution
- Sam Manu : Sione Finau (Tongan Ninja)
- Jemaine Clement : Marvin (Action Fighter)
- Linda Tseng : Mademoiselle Lee
- Victor Rodger : M. Big

## Autour du film
D'après le texte publié sur la jaquette du DVD, Peter Jackson aurait aimé tourner ce film. Comme le rapportent ses propos: « Il y a quelques années, je voulais tourner Tongan Ninja... mais quelqu'un avait déjà acheté les droits ! Alors, j'ai réalisé Le Seigneur des anneaux. »